# James Madison
För andra betydelser, se James Madison (olika betydelser).
James Madison, född 16 mars 1751, död 28 juni 1836, var USA:s fjärde president 1809–1817, och brukar omtalas som en av ”konstitutionens fäder”, då han tillsammans med John Jay och Alexander Hamilton författade de 85 essäer som går under namnet ”Federalist Papers”.
Madison var 163 centimeter lång och vägde mindre än 45 kilogram. Han är den hittills kortaste av alla USA:s presidenter.

## Biografi
Madison tillhörde Virginias aristokrati, var talesman för frigörelsen från det brittiska styret och deltog i det statliga och mellanstatliga politiska arbetet under amerikanska frihetskriget. Han var vid sidan av Alexander Hamilton konstitutionens huvudförfattare.
1789–1796 var han medlem av representanthuset, och slöt sig där till Demokratisk-republikanska partiet lett av Thomas Jefferson. Tillsammans med Jefferson motsatte han sig de federalistiska tvångslagarna under Washingtons och Adams presidenttid, och 1798 övertygade han Virginias kongress att anta den mot federalisternas tvångslagar riktade Virginiaresolutionen. Värnandet om de enskilda staternas särrättigheter var länge ett önskemål för Madisons parti.
När Jefferson sedan blev president 1801 var Madison utrikesminister och spelade som sådan en stor roll i dennes antibrittiska handelspolitik. Om än inte någon betydande statsman blev han 1808 vald till Jeffersons ersättare som president och samma år omvald. Som sådan lät han sig av yngre partimedlemmar förmås att utfärda krigsförklaring mot Storbritannien i 1812 års krig. I Madisons administration var först Robert Smith utrikesminister. Posten togs senare över av James Monroe, som också skulle komma att bli Madisons efterträdare.
Historikern Garry Wills skrev:
"Madison's claim on our admiration does not rest on a perfect consistency, any more than it rests on his presidency. He has other virtues. ... As a framer and defender of the Constitution he had no peer. ... The finest part of Madison's performance as president was his concern for the preserving of the Constitution. ... No man could do everything for the country—not even Washington. Madison did more than most, and did some things better than any. That was quite enough.[117]"
"Madisons fordran på vår beundran vilar inte på en perfekt robusthet, lika lite som den vilar på hans ordförandeskap. Han har andra dygder. ... Som upphovsman och försvarare av konstitutionen hade han ingen jämlike. ... Den finaste delen av Madison prestationer som president var hans omtanke om konstitutionens bevarande ... Ingen människa kan göra allt för landet - inte ens Washington. Madison gjorde mer än de flesta, och gjorde en del saker bättre än någon. Det var helt tillräckligt. [117]"